# Токар Іван Михайлович
Іван Михайлович Токар ( нар. 1927, Київ  — пом.1992, Київ) — радянський легкоатлет-стаєр 1950-х років, Заслужений тренер СРСР (1972), серед його вихованців відомі Аржанов Євген Олександрович і Віктор Володимирович Кудінський

## Біографія
Народився Іван Михайлович Токар в 1927 році у Києві, про батьків Івана Михайловича, як і про його самого майже нічого невідомо.

### Період другої світової війни
В період Другої світової війни, а конкретно в період Німецько-радянської війни,  малий Іван в чотирнадцятирічному віці під час  німецької окупації Києва (1941), щоб прогодувати сім'ю, влаштувався працювати на фабрику і пропрацював там до закінчення війни. Пізніше саме за це Івана Михайловича не відпустили на Літні Олімпійські ігри 1968 і Літні Олімпійські ігри 1972, звинувативши його в "допомозі німцям"

### Легкоатлетична кар'єра, тренерство
Про те, коли конкретно Іван Михайлович почав займатися легкою атлетикою невідомо і так само невідомо які у нього були результати.
Почав свою кар'єру тренера приблизно в 1957 році, його першим найкращим вихованцем був Віктор Кудінський, а другим Євген Аржанов, обидва його вихованці виступали на літніх Олімпійських іграх 1968 і 1972 років, Кудінський не зміг нормально виступити на Літніх Олімпійських Іграх 1968, тому що йому завадила травма, а Аржанов зайняв 2 місце на літніх Олімпійських Іграх 1972 в забігу на 800 метрів, програвши 1 місце американцю Дейву Воттлу

## Смерть
Помер Іван Михайлович Токар у 1992 році в Києві.

## Відомі вихованці
- Аржанов Євген Олександрович
- Кудінський Віктор Володимирович